# Damaskios
Damaskios (altgriechisch Δαμάσκιος; * um 462 in Damaskus; † nach 538), latinisiert Damascius, war ein bedeutender spätantiker Philosoph der neuplatonischen Richtung. Nach Studienjahren in Alexandria trat er in die neuplatonische Schule in Athen ein und wurde schließlich deren letzter Leiter. Als entschiedener Anhänger der alten griechischen Religion stand er in Opposition zur christlichen Staatsreligion des Oströmischen Reichs. Nachdem der religiöse Konflikt zur Schließung der Philosophenschule geführt hatte, emigrierte Damaskios mit anderen Neuplatonikern vorübergehend ins Perserreich.

## Leben
Die Heimatstadt des Damaskios war Damaskus, wo er wohl in den frühen sechziger Jahren des 5. Jahrhunderts geboren wurde. Anscheinend stammte er – wie die meisten spätantiken Neuplatoniker – aus einer angesehenen Familie. Um 479 begab er sich zum Studium der Rhetorik nach Alexandria, wo er drei Jahre lang Schüler eines Rhetoriklehrers namens Theon war, vermutlich eines Nachkommen der Frau des neuplatonischen Philosophen Porphyrios. In Alexandria verkehrte er im Kreis der platonisch orientierten paganen Philosophen und ihrer Familien und studierte platonische Philosophie und Astronomie bei Ammonios Hermeiou. Die Anhänger der alten Religion, zu denen er gehörte, waren damals in Alexandria Verfolgungen durch die christlichen Behörden ausgesetzt; im Rahmen einer solchen Polizeiaktion wurde Damaskios’ jüngerer Bruder Julian gefoltert.
Um 482 ging Damaskios nach Athen, wo er zunächst neun Jahre lang Rhetorikunterricht erteilte und sich zugleich der dortigen neuplatonischen Schule anschloss, welche die Tradition der Platonischen Akademie fortsetzte. Diese Schule wurde bis 485 noch von Proklos geleitet, dessen Nachfolger Marinos von Neapolis wurde. Bei Marinos studierte Damaskios die zur Vorbereitung auf die Philosophie dienenden propädeutischen Wissenschaften, vor allem Geometrie und Arithmetik. Er hatte jedoch keine hohe Meinung von den Fähigkeiten des Marinos. Seine Philosophielehrer waren zwei Schüler des Proklos, Zenodotos und Isidor. Mit Isidor, den er sehr bewunderte, war er befreundet.
Spätestens 515 wurde Damaskios das letzte Oberhaupt der neuplatonischen Schule. Sein bedeutendster Schüler war Simplikios. Nachdem Kaiser Justinian I. im Jahr 529 den heidnischen Lehrbetrieb untersagt hatte, wurde die Schule geschlossen. Vielleicht schon 531, spätestens 532 wanderten Damaskios und Simplikios mit fünf weiteren Neuplatonikern in das persische Sasanidenreich aus. Dort fanden sie am Hof des seit 531 regierenden Großkönigs Chosrau I. Aufnahme. Sie sahen ihre Hoffnungen jedoch bald enttäuscht und entschlossen sich, obwohl Chosrau sie gern an seinem Hof behalten hätte, zur Rückkehr ins Oströmische Reich. Im Herbst 532 wurde ein Frieden zwischen den Sassaniden und den Oströmern geschlossen, und in einer der Klauseln des Vertrages bestand der Großkönig darauf, dass die Philosophen heimkehren und für den Rest ihres Lebens unbehelligt bei ihren religiösen Überzeugungen bleiben durften. Wo Damaskios und die anderen Philosophen sich dann niederließen, ist unbekannt; einer ansprechenden, aber umstrittenen Hypothese von Michel Tardieu zufolge lebten sie nach ihrer Rückkehr in Carrhae (in der heutigen Türkei). Sicher ist, dass Damaskios sich 538 in Syrien aufhielt; später taucht er in den Quellen nicht mehr auf.

## Werke
Damaskios’ Werke sind teils fast vollständig erhalten, teils nur in Form von Vorlesungsnachschriften überliefert, teils verloren und nur aus Erwähnungen in seinen erhaltenen Schriften oder bei anderen Autoren bekannt. Fast vollständig erhalten sind zwei Werke: die Abhandlung Über die ersten Prinzipien (Peri tōn prōtōn archōn, lateinisch De principiis) und der Kommentar zu Platons Dialog Parmenides. In der älteren Forschung wurde die Ansicht vertreten, es handle sich um zwei Teile eines einzigen Werks, da beide von der Parmenides-Thematik handeln. Heute geht man aber davon aus, dass es zwei getrennte Werke sind.
Nur als Nachschriften oder Notizensammlungen von Hörern überliefert sind Kommentare zu zwei weiteren Dialogen Platons: zum Phaidon und zum Philebos. Ein weiteres Werk, die zwischen 517 und 526 verfasste Lebensbeschreibung von Damaskios’ Lehrer und Freund Isidor, ist nur in Fragmenten erhalten, die in der Bibliothek des byzantinischen Gelehrten Photios und in der Suda überliefert sind. Damaskios selbst bezeichnet dieses Werk als Biographie, doch überschreitet es den Rahmen einer bloßen Lebensbeschreibung Isidors, da es eine breite Darstellung der Geschichte der neuplatonischen Schule in Athen seit dem Ende des 4. Jahrhunderts bietet; daher scheint der in der Suda angegebene Titel Philosophische Geschichte (Philósophos historía oder Vita Isidori) angemessener. Damaskios beschreibt darin prominente Philosophen, wobei er auch reichlich Kritik übt, und polemisiert gegen die Christen.
Nur aus einigen Erwähnungen bekannt sind verlorene Kommentare zu Platons Timaios und zum Ersten Alkibiades, in denen Damaskios sich gegen Ansichten des Proklos wandte, der diese Dialoge Platons kommentiert hatte. Ebenfalls nur in Fragmenten erhalten sind eine Abhandlung Über die Zahl, den Ort und die Zeit, worin er sich mit Aristoteles’ Physik auseinandersetzte, und eine Schrift über das erste Buch von Aristoteles’ Meteorologica. Zu den verlorenen Schriften gehören ferner eine Sammlung von Wundergeschichten (Parádoxa) in vier Büchern, die unter anderem zahlreiche Erzählungen über Dämonen und Erscheinungen von Seelen Verstorbener sowie außergewöhnliche Naturphänomene enthielt, eine Grabrede in Versen auf Aidesia, Philosophin und Frau des Hermeias von Alexandria, und Kommentare zu Werken von Rhetorikern.

## Lehre und Rezeption
Damaskios setzte sich gründlich mit der Platon-Auslegung des Proklos auseinander, von dessen Lehre er sich abwandte; sein Verständnis des Platonismus erwuchs aus der fortwährenden Auseinandersetzung mit den Auffassungen des Proklos. Er kehrte zur Philosophie des Iamblichos zurück. Sein Ziel war, die ursprüngliche Lehre des Iamblichos wiederherzustellen und von den Änderungen zu säubern, die Syrianos und vor allem Proklos eingeführt hatten. Von den zwei Erlösungsmitteln der Neuplatoniker, der philosophischen Erkenntnis und der Theurgie, zog Damaskios die Philosophie vor, hielt aber auch die Theurgie für wichtig. Mit Berufung auf Platon trat er für eine Verbindung beider ein, worin er die Aufgabe eines platonischen Philosophen sah.
Damaskios setzte die für den späten Neuplatonismus charakteristische Verfeinerung der Einteilung des Transzendenten fort, wobei er in der Differenzierung der begrifflichen Bestimmungen noch über Proklos hinausging. Zugleich war seine Philosophie aber auch durch einen agnostischen Zug geprägt, denn er sah in diesen Unterteilungen eher Denkhilfen, deren der menschliche Verstand bedarf, als objektiv gültige Aussagen über die nicht sinnlich wahrnehmbare Welt. Die Transzendenz des Absoluten betonte er so stark, dass er es nicht einmal mit dem Einen gleichsetzen wollte, sondern nur vom „Unsagbaren“ sprach, über das nur negative Aussagen sinnvoll seien. Daher betrachtete er das Unsagbare, das er noch über das relativ aussagbare Eine stellte, nicht einmal als Prinzip im eigentlichen Sinne. Dadurch erhielten für ihn auch alle Aussagen über das Verhältnis des Absoluten zur uns zugänglichen Wirklichkeit einen prinzipiell vorläufigen Charakter.
In seiner Auseinandersetzung mit dem Problem des zeitlichen Kontinuums ging Damaskios von den Paradoxa des Zenon von Elea aus. Die Lösung sah er in der Annahme, dass die Zeit eine diskontinuierliche Struktur aufweist und aus nicht unterteilbaren Quanten besteht. Nach seiner Ansicht setzt sich der Zeitfluss aus einer Aufeinanderfolge winziger Sprünge zusammen, die endliche Größen darstellen und von denen einer unmittelbar auf den anderen folgt. Das Jetzt ist für ihn somit nicht punktartig. Die Größe der Zeitquanten ist nicht konstant; sie nimmt mit der Geschwindigkeit eines bewegten Körpers zu, ist aber auch im Ruhezustand immer größer als Null. Damaskios nahm eine „Gesamtzeit“ (sýmpas chrónos) an, eine simultan existierende Realität der gesamten Zeit als Basis der von uns als Kontinuum wahrgenommenen gequantelten Zeit. Demnach teilt nur der Mensch die Zeit in Vergangenheit, Gegenwart und Zukunft, da er – im Unterschied zu seiner simultanen Raumwahrnehmung – außerstande ist, den simultanen Charakter der Gesamtzeit wahrzunehmen.
Im  Byzantinischen Reich waren Damaskios’ philosophische Hauptwerke fast unbekannt. In der Moderne knüpfte der späte Schelling an seine Betonung der Transzendenz des Absoluten an.

## Textausgaben (teilweise mit Übersetzung)
- C. A. Ruelle (Hrsg.): Damascius Diadochus: Dubitationes et solutiones in Platonis Parmenidem. Paris 1889.
- Leendert G. Westerink, Joseph Combès (Hrsg.): Damascius: Commentaire du Parménide de Platon. 4 Bände, Les Belles Lettres, Paris 1997–2003 (kritische Edition mit französischer Übersetzung)
- Leendert G. Westerink (Hrsg.): The Greek Commentaries on Plato’s Phaedo, Bd. 2: Damascius. North-Holland Publishing Company, Amsterdam 1977, ISBN 0-7204-8331-X (kritische Edition mit englischer Übersetzung)
- Gerd Van Riel (Hrsg.): Damascius: Commentaire sur le Philèbe de Platon. Les Belles Lettres, Paris 2008, ISBN 978-2-251-00546-1 (kritische Edition mit französischer Übersetzung)
- Leendert G. Westerink, Joseph Combès (Hrsg.): Damascius: Traité des premiers principes. 3 Bände, Les Belles Lettres, Paris 1986–1991 (kritische Edition mit französischer Übersetzung)
- Polymnia Athanassiadi (Hrsg.): Damascius: The Philosophical History. Apamea Cultural Association, Athen 1999, ISBN 960-85325-2-3 (kritische Edition der Auszüge und Fragmente der Isidor-Biographie mit englischer Übersetzung)
- Clemens Zintzen (Hrsg.): Damascii vitae Isidori reliquiae. Olms, Hildesheim 1967 (erste kritische Edition der Auszüge und Fragmente der Isidor-Biographie)

## Übersetzungen
- Sara Ahbel-Rappe: Damascius’ Problems and Solutions Concerning First Principles. Oxford University Press, Oxford 2010, ISBN 978-0-19-515029-2 (kritische Rezension von Michael Chase in The International Journal of the Platonic Tradition 6, 2012, S. 139–145)
- Rudolf Asmus: Das Leben des Philosophen Isidoros von Damaskios aus Damaskos. Meiner, Leipzig 1911 (deutsche Übersetzung der Auszüge und Fragmente der Isidor-Biographie)
- Marie-Claire Galpérine: Damascius: Des premiers principes. Apories et résolutions. Texte intégral. Verdier, Lagrasse 1987, ISBN 2-86432-055-X